# Црква Свете Тројице у Брадићу
Црква Свете Тројице у Брадићу, насељеном месту на територији града Лознице, подигнута је 1955. године и припада Епархији шабачкој Српске православне цркве.

## Изградња цркве
Изградња цркве посвећене Светој Тројици започета је 1936. године и градња са прекидима је трајала до 1955. године.
У изградњи је после Другог светског рата помагао свештеник Војислав Марковић који је службовао у цркви Светог пророка Илије у Јадранској Лешници. Црква је у току рата измалтерисана споља и изнутра, тако да су даљи радови настављени по завршетку рата и „у јесен 1955. год. била довршена и у прву недељу по Ваведењу освећена презвитерским чином по благослову Еп. Симеона. За тај труд свештеник Мирковић је одликован црвеним појасом.” 
Године 1999. године је црква је проширена и продужена доградњом припрате. Исте године је освештана од Епископа милешевског Филарета.